# Versus (EP)
Pour les articles homonymes, voir Versus.
Albums de Usher
Raymond v. Raymond
(2008) Looking 4 Myself
(2012)
Versus est le premier extended play par l'américain chanteur de R'n'B Usher. Il est sorti le 24 août 2010 sur LaFace Records en collaboration avec l'édition deluxe de son sixième album studio Raymond v. Raymond. Plusieurs producteurs de Raymond v. Raymond ont aidé à produire le EP, y compris Polow Da Don, Jim Jonsin, Rico Love, Drumma Boy, Jimmy Jam et Terry Lewis, Tha Cornaboyz et Max Martin.

## Historique
Usher a annoncé le 8 juillet 2010, un album suivi de son sixième album studio Raymond v. Raymond appelé Versus. Versus, appelé « the last chapter of Raymond v. Raymond » explore les sujets comme être à nouveau célibataire et son père. Le EP contient 8 nouvelles pistes, un remix re-produit de Somebody to Love et There Goes My Baby qui a atteint le N°1 sur le Billboard R & B. L'EP et la liste des titres de l'album a été révélé le 21 juillet 2010.

## Sortie et de promotion
L'album est sorti le 24 août 2010 aux États-Unis. L'ensemble a été précédé par le single DJ Got Us Fallin' in Love pour les auditoires grand public, et Hot Tottie pour un public urbain. Les pistes de Versus incluent une édition de luxe de Raymond v. Raymond qui a été publié aux États-Unis conjointement avec Versus en étant sorti au Royaume-Uni le 20 septembre 2010.
La version internationale de Versus n'est pas sortie comme un EP mais plutôt comme un album complet le 1er octobre 2010. Il comprend les pistes originales de Versus avec la  collaboration de Enrique Iglesias pour le titre Dancer Dirty et les singles de Raymond v. Raymond y compris More, OMG, Lil Freak, Hey Daddy (Daddy's Home) et Papers.

## Singles
- DJ Got Us Fallin 'In Love, mettant en vedette Pitbull, produit par Max Martin, est le premier single de l'album. Il est sorti sur iTunes le 13 juillet 2010 et a été officiellement envoyé aux radios le 20 juillet 2010. Depuis sa sortie, il a gagné un succès international, avec un pic dans le top 5 et 10 au Royaume-Uni, au Canada, aux États-Unis, en Australie et en Nouvelle-Zélande. La chanson a reçu des critiques positives, qui a complété le vibe club et le chœur des chansons. Il est devenu le seizième single de Usher à atteindre le Top 10 sur le Billboard Hot 100 depuis le début de sa carrière. Il a atteint de nombreuses fois la 4e place dans le Billboard Hot 100, et la 2nde dans le US Pop Songs Chart.
- Hot Tottie, mettant en vedette Jay-Z, produit par Polow Da Don et écrit par Usher, Shawn Carter et Ester Dean, est son second single. Il est sorti en radio en milieu urbain, le 9 août 2010. Ciara était à l'origine pour être rapporté sur la chanson, mais ne figurait pas sur la dernière piste. La chanson a reçu des critiques très positives, étant considéré comme l'un des deux points forts de la EP, et l'autre étant DJ Got Us Fallin 'in Love. Il a atteint le numéro 9 sur le Hot R&B/Hip-Hop Songs chart, et le numéro 22 sur le Billboard Hot 100. Lay You Down est le troisième single à avoir été envoyé à la radio urbaine le 28 septembre 2010.

## Réception

### Performances Commerciales
L'EP a fait ses débuts au numéro quatre sur le US Billboard 200, avec des ventes de 46 000 exemplaires durant la première semaine et en devenant le sixième album parmi le Top 10. Dans sa deuxième semaine de sortie, il est vendu en 22 450 exemplaires, et a chuté de treize places sur le Billboard 200. Il est ensuite vendu plus de 17 000 exemplaires lors de sa troisième semaine de sortie. Dans sa quatrième semaine de la sortie de l'album, il a chuté d'une position, et est vendu en 18 000 exemplaires traversant le seuil des 100 000 ventes. Cinq semaines après sa sortie, l'EP est vendu à 13 000 exemplaires, et a perdu vingt-cinq places dans les tableaux. Cela a porté ses ventes totales aux États-Unis à environ 117 000 exemplaires.

### Réponse critique
Versus a reçu des critiques généralement positives de la critique musicale. Le site Metacritic, qui assigne un normalisée de note sur 100 à partir de commentaires critiques traditionnels, lui attribue un score de 65, basé sur 6 avis.  Mikael Bois d'Entertainment Weekly a félicité ses thèmes sexuels, déclarant que Love' Em All décrit un appétit sexuel égalitaire.
| Titre                                                   | Scénariste(s) | Producteur(s)                         | Durée |
| ------------------------------------------------------- | --- | ------------------------------------- | ----- |
| 1. "Love 'Em All"                                       | Ester Dean, Usher Raymond, Keith Thomas, Alexander "Prettyboifresh" Parhm, Jr., Aubry Delaine, Jeremy "Jay" Stevenson | Alexander "Prettyboifresh" Parhm, Jr. | 3:48  |
| 2. "DJ Got Us Fallin' in Love" (featuring Pitbull)      | Max Martin, Shellback, Savan Kotecha, Armando C. Pérez                                                                | Max Martin, Shellback                 | 3:42  |
| 3. "Hot Tottie" (featuring Jay-Z                        | Raymond, Dean, Shawn Carter, Jamal Jones, Paul Dawson                                                                 | Polow da Don                          | 4:59  |
| 4. "Lay You Down"                                       | Rico Love, Raymond, Dwayne Nesmith                                                                                    | Rico Love, Dwayne "D-Town" Nesmith    | 4:04  |
| 5. "Lingerie"                                           | Raymond, James Harris III, Terry Lewis, Bobby Ross Avila, Issiah J. Avila                                             | Jimmy Jam & Terry Lewis               | 4:15  |
| 6. "There Goes My Baby"                                 | Rico Love, James Scheffer, Frank Romano, Danny Morris                                                                 | Jim Jonsin, Rico Love                 | 4:41  |
| 7. "Get in My Car"* (featuring Bun B)                   | Raymond, Dean, Jones, Bernard Freeman                                                                                 | Polow da Don                          | 4:10  |
| 8. "Somebody to Love (Remix)" (featuring Justin Bieber) | Justin Bieber, Jeremy Reeves, Ray Romulus, Jonathan Yip, Heather Bright                                               | Benny Blanco                          | 3:29  |
| 9. "Stranger"                                           | Ryon Lovette, Raymond, Christopher "Drumma Boy" Gholson                                                               | Drumma Boy                            | 4:48  |

- Get in My Car contient un sample de Mr. Henri the Clown de The Asylum Choir (Leon Russell et Marc Benno).

## Personnel
Crédits pour Versus adapté de AllMusic.
- Les frères Avila - Producteur
- Bobby Ross Avila - Synthétiseur, Basse, Guitare, Cordes, Compositeur, Vocoder, Fender Rhodes
- Issiah J. Avila - Compositeur
- Walid Azami - Photographie
- Marc Benno - Compositeur
- Charlie Bisharat - Cordes
- Benny Blanco - batterie, claviers, programmation, Producteur Remix, Ingénieur Remix
- Heather Bright - Compositeur
- Al Burna - Ingénieur Vocal
- Shawn Carter - Compositeur
- Dru Castro - Harpe
- Lysa Cooper - Styliste
- Tom Coyne - Maîtriser
- Ian Cross - Ingénieur
- Lisa D. Dandlinger - Cordes
- Paul Dawson - Compositeur
- Esther Dean - Compositeur
- Aubry "Big Juice" Delaine - Ingénieur
- Aubry Delaine - Compositeur
- Lamar Edwards - Claviers
- Lauren Evans - Chant
- Bernard Freeman - Compositeur
- Serban Ghenea - Mixeur
- Christopher "Drumma Boy" Gholson - Compositeur, Programmation, Producteur
- Matty vert - Assistante
- John Hanes - Mixeur
- James Harris III - Compositeur
- Jennifer L. Heilig - Cordes
- Patrick Hewlett - Assistante
- Sam Holland - Ingénieur
- Bob Corne - Mixeur
- Hot Sauce - Claviers
- Jimmy Jam - Cordes, Producteur
- Jaycen Joshua - Mixeur
- Jamal Jones - Compositeur
- Jim Jonsin - claviers, programmation, Producteur
- Josh Mosser - Ingénieur
- Savan Kotecha - Compositeur
- Songa Lee - Cordes
- Jeremy "J Boogs" Levin - Coordonnatrice de production Remix
- Terry Lewis - Compositeur, Producteur
- Giancarlo Lino - Assistante
- Amour Rico - Compositeur, chanteur, producteur
- Ryon Lovett - Compositeur
- Marjan Malakpour - Styliste
- Marks Rob - Ingénieur, Mixage
- Matt Marrin - Ingénieur
- Max Martin - Compositeur, Producteur, Instrumentation
- Thurston McCrea - Assistante
- Andrew Mezzi - Assistante
- Danny Morris - Compositeur, Claviers
- Dwayne Nesmith - Compositeur, claviers, programmation, Producteur
- Alec Newell - Ingénieur
- Anthony Palazole - Assistante
- Joel Pargman - Cordes
- Alexander "Prettyboifresh" Parhm, Jr. - Compositeur, Producteur
- Nicole Patterson - Make-Up
- Jonnetta Patton - Artiste Developpement
- Armando Perez C. - Compositeur
- Mark Pitts - Producteur exécutif
- Polow Da Don - Producteur
- Shawn Porter - Groomer
- Usher Raymond - Compositeur, Producteur exécutif
- Jeremy Reeves - Compositeur
- Tim Roberts - Assistant Ingénieur, adjointe Mixage
- Frank Romano - Guitare, Compositeur
- Ray Romulus - Compositeur
- Leon Russell - Compositeur
- Lisa Rydell - Direction artistique, conception
- James Scheffer - Compositeur
- Shellback - Compositeur, Producteur, Instrumentation
- Rob Skipworth - Ingénieur
- Brian Stanley - Mixeur
- Mark «Spike» Stent - Mixeur
- Les stéréotypes - Producteur Vocal
- Jay Stevenson - Compositeur, Ingénieur, Mixage
- Jeremy Stevenson - Ingénieur
- Keith Thomas - Compositeur
- Usher - Chant
- Jason Wilkie - Assistante
- Tremaine Williams - Ingénieur
- Evan Wilson - Cordes
- James Wisner - Ingénieur
- Emily Wright - Ingénieur
- Christine Wu - Cordes
- Andrew Wuepper - Assistante
- Jonathan Yip - Compositeur

## Charts
| Chart                           | Peak Position |
| ------------------------------- | ------------- |
| Belgium Albums Chart (Flanders) | 38            |
| Belgium Albums Chart (Wallonia) | 59            |
| Canadian Albums Chart           | 12            |
| Dutch Albums Chart              | 58            |
| French Albums Chart             | 26            |
| German Albums Chart             | 35            |
| German Downloads Chart          | 7             |
| Greek Albums Chart              | 60            |
| Italian Albums Chart            | 91            |
| Mexican Albums Chart            | 92            |
| Swiss Albums Chart              | 61            |
| US Billboard 200                | 4             |
| US Billboard R&B/Hip-Hop Albums | 3             |

## Fin d'année des tableaux
| (2010)           | Position |
| ---------------- | -------- |
| US Billboard 200 | 186      |

## Date de sortie
| Région      | Date de Sortie    |
| ----------- | ----------------- |
| États-Unis  | 24 août 2010      |
| Canada      | 24 août 2010      |
| L'Allemagne | 1er octobre 2010  |
| France      | 25 octobre 2010   |
| Brésil      | 1er novembre 2010 |